# Крафт, Карен
Карен Крафт (англ. Karen Kraft; род. 3 мая 1969, Сан-Матео, Калифорния), в замужестве Ригзби (англ. Rigsby) — американская гребчиха, выступавшая за сборную США по академической гребле в 1990-х годах. Серебряная и бронзовая призёрка летних Олимпийских игр, обладательница серебряной медали чемпионата мира, победительница многих регат национального и международного значения.

## Биография
Карен Крафт родилась 3 мая 1969 года в городе Сан-Матео, штат Калифорния.
Заниматься академической греблей начала в Калифорнийском политехническом университете в Сан-Луис-Обиспо, состояла в университетской гребной команде «Кал Поли Мустангс», с которой неоднократно принимала участие в различных студенческих регатах. Позже проходила подготовку в Гребном тренировочном центре Соединённых Штатов в Принстоне.
Первого серьёзного успеха на взрослом международном уровне добилась в сезоне 1995 года, когда вошла в основной состав американской национальной сборной и побывала на чемпионате мира в Тампере, откуда привезла награду серебряного достоинства, выигранную в распашных безрульных двойках — пропустила вперёд только экипаж из Австралии.
Находясь в числе лидеров гребной команды США, благополучно прошла отбор на домашние летние Олимпийские игры 1996 года в Атланте — вместе с напарницей Мелиссой Швен завоевала серебряную олимпийскую медаль в безрульных двойках, уступив в решающем финальном заезде австралийским спортсменкам.
В 2000 году в безрульных двойках заняла пятое место на этапе Кубка мира в Люцерне и благодаря череде удачных выступлений удостоилась права защищать честь страны на Олимпийских играх 2000 года в Сиднее. В паре с Мелиссой Швен-Райан пришла здесь к финишу третьей позади команд из Румынии и Австралии — тем самым добавила в послужной список бронзовую олимпийскую медаль. Вскоре по окончании этих соревнований приняла решение завершить спортивную карьеру.
Впоследствии занималась тренерской деятельностью, была помощницей главного тренера в гребной команде Висконсинского университета в Мадисоне.